# 安州 (湖北省)
安州（あんしゅう）は、中国にかつて存在した州。南北朝時代から宋代にかけて、現在の湖北省孝感市一帯に設置された。

## 魏晋南北朝時代
508年（天監7年）、南朝梁により設置された南司州を前身とする。550年（大統16年）、西魏により南司州は安州と改称された。

## 隋代
隋が成立すると、当初は2郡4県を管轄した。583年（開皇3年）、郡制が廃されると、安州の属郡は廃止された。607年（大業3年）に州が廃止されて郡が置かれると、安州は安陸郡と改称され、下部に8県を管轄した。隋代の行政区分に関しては下表を参照。
| 隋代の行政区画変遷 | 隋代の行政区画変遷 | 隋代の行政区画変遷 | 隋代の行政区画変遷 | 隋代の行政区画変遷 | 隋代の行政区画変遷 | 隋代の行政区画変遷 | 隋代の行政区画変遷 | 隋代の行政区画変遷 | 隋代の行政区画変遷                                      |
| 区分               | 開皇元年           | 開皇元年           | 開皇元年           | 開皇元年           | 開皇元年           | 開皇元年           | 開皇元年           | 区分               | 大業3年                                                 |
| ------------------ | ------------------ | ------------------ | ------------------ | ------------------ | ------------------ | ------------------ | ------------------ | ------------------ | ------------------------------------------------------- |
| 州                 | 安州               | 安州               | 岳州               | 岳州               | 温州               | 温州               | 応州               | 郡                 | 安陸郡                                                  |
| 郡                 | 安陸郡             | 城陽郡             | 岳山郡             | 董城郡             | 梁寧郡             | 富水郡             | 平靖郡             | 県                 | 安陸県 雲夢県 応城県 孝昌県 吉陽県 京山県 富水県 応山県 |
| 県                 | 安陸県 吉陽県      | 雲夢県 応城県      | 孝昌県             | 京池県             | 角陵県 盤陂県      | 富水県             | 永陽県 平靖県      | 県                 | 安陸県 雲夢県 応城県 孝昌県 吉陽県 京山県 富水県 応山県 |

## 唐代
621年（武徳4年）、唐が王世充を平定すると、安陸郡は安州と改められた。742年（天宝元年）、安州は安陸郡と改称された。758年（乾元元年）、安陸郡は安州の称にもどされた。安州は淮南道に属し、安陸・孝昌・雲夢・応城・吉陽・応山の6県を管轄した。

## 宋代
北宋初に安州は荊湖北路に属した。1023年（天聖元年）、安州は京西路に転属した。1041年（慶暦元年）、安州は荊湖北路に転属した。安州は安陸・孝感・雲夢・応城・応山の5県を管轄した。1119年（宣和元年）、安州は徳安府に昇格した。